# Sint-Jozefkapel (Broekhuizen)

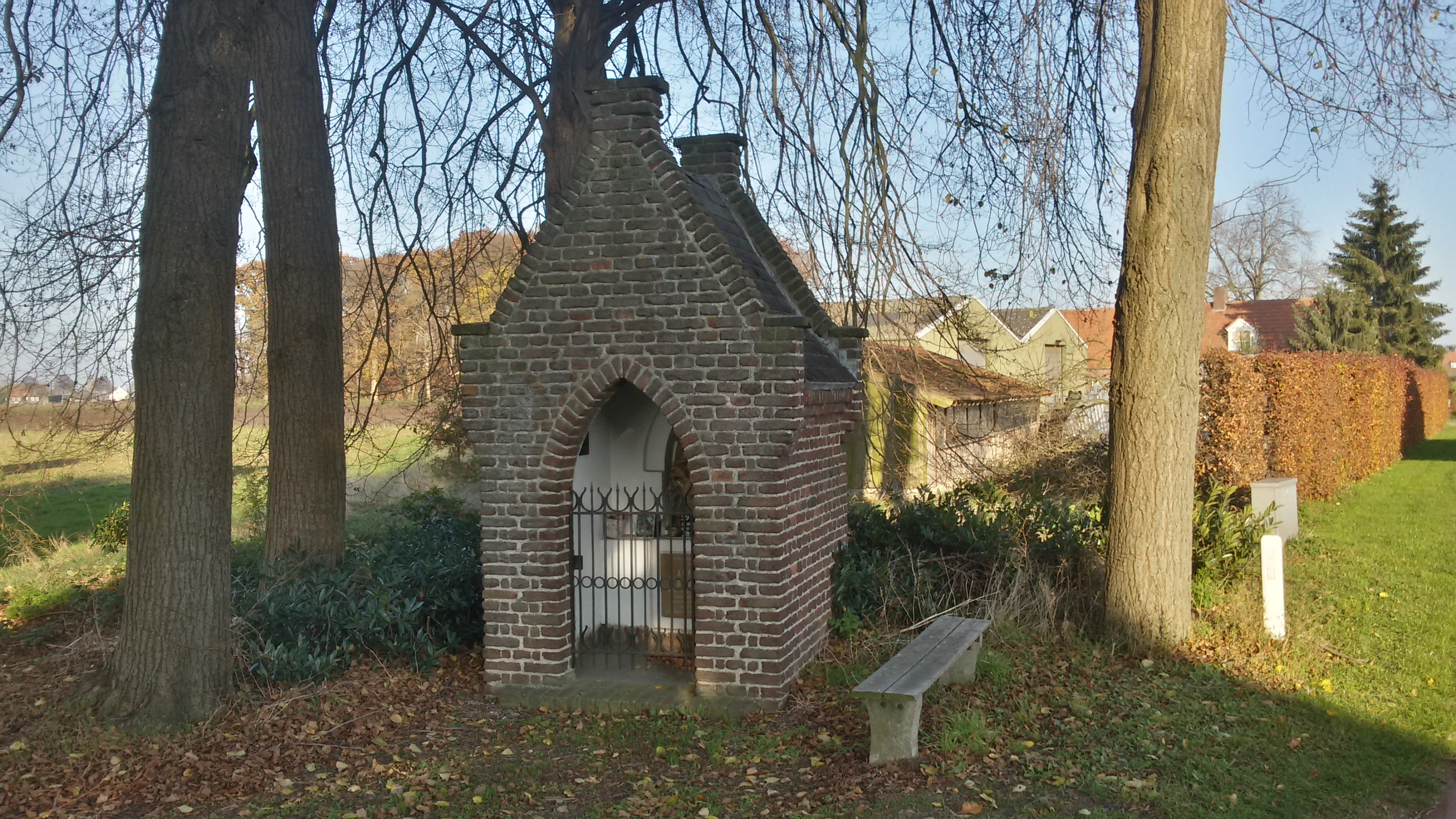
De Sint-Jozefkapel

De Sint-Jozefkapel is een kapel in het gehucht Stokt bij Broekhuizen in de Nederlands Noord-Limburgse gemeente Horst aan de Maas. De kapel staat aan de Horsterweg bij nummer 6 op de plaats waar de Looweg op deze weg uitkomt.
De kapel is gewijd aan de heilige Jozef van Nazareth.

## Geschiedenis
In 1939 werd de kapel gebouwd door burgemeester Berger uit Venlo die toen het Kasteel Broekhuizen bezat. De kapel stond toen aan het einde van een weg die langs het kasteel liep. Berger liet zes bomen om de kapel plaatsen die symbool stonden voor de zes kinderen van het gezin.
Tijdens de Tweede Wereldoorlog vonden er zware gevechten plaats rond de kapel waardoor een boom sneuvelde, maar de kapel kwam vrijwel ongeschonden door de oorlog. In de oorlog kwam een kind uit het gezin, Alfons Berger, te overlijden in een concentratiekamp. In 1986 werd voor hem een gedenkplaat aangebracht in de kapel.
Op 12 december 1997 plaatste men tweede gedenkplaat in de kapel voor de drie mannen die in de Tweede Wereldoorlog in Stokt de dood vonden door oorlogsgeweld, te weten Sef van Megen (verzetsstrijder), Leo Timmermans (militair) en Jac Timmermans (militair).

## Bouwwerk
De bakstenen kapel is opgetrokken op een rechthoekig plattegrond onder een verzonken zadeldak met leien. De frontgevel en achtergevel zijn tuitgevels met schouderstukken en verbrede aanzet. De kapel heeft geen vensters en de frontgevel bevat de spitsboogvormige toegang die wordt afgesloten met een smeedijzeren hek.
Van binnen is de kapel wit gepleisterd, bekroond met een houten dakstoel, en tegen de achterwand is het witte massieve altaar geplaatst. Aan de voorzijde van het altaar is een gedenkplaat aangebracht die de dood van Alfons Berger herdenkt met de tekst:

TER GEDACHTENIS
AAN
ALFONS
BERGER
GEB: VENLO 1-5-1925
OMGEKOMEN IN HET
CONCENTRATIEKAMP NEUENGAMME
IN DUITSLAND 20-1-1945

Een tweede gedenkplaat is aangebracht op de zijwand. Boven het altaar is een spitsboogvormige nis aangebracht waarbij de rand vanaf de aanzet in reliëf is uitgevoerd. In de nis staat een geglazuurd beeld van Sint-Jozef van de hand van Charles Vos die de heilige toont met naast aan hem zijn rechterzijde zijn jonge zoon Jezus.